# Лапшин, Николай Васильевич
Николай Васильевич Лапшин (род. 16 августа 1988, Чебоксары) — российский самбист, призёр чемпионата России, мастер спорта России. Выступает в категории до 57 кг. Тренировался под руководством Г. А. Ильина и В. Ф. Малькова.

## Спортивные результаты
- Первенство Европы по самбо 2007 года (юниоры) —
- Кубок мира по самбо среди студентов 2012 года — .
- Чемпионат МВД России по самбо 2012 года — .
- Первенство и чемпионат Приволжского Федерального округа по самбо 2014 года — .
- Чемпионат России по самбо 2016 года — .
- Международный турнир категории «А» «Мемориал Юрия Потапова» 2016 — .